# Rejon małorycki
Rejon małorycki (biał. Мала́рыцкі раён, Małarycki rajon; ros. Малори́тский райо́н, Małoritskij rajon) – rejon w południowo-zachodniej Białorusi, w obwodzie brzeskim.

## Geografia
Rejon małorycki ma powierzchnię 1373,63 km². Lasy zajmują powierzchnię 659,27 km², bagna 16,35 km², obiekty wodne 36,82 km².

## Ludność
- W 2009 roku rejon zamieszkiwało 25 780 osób, w tym 11 751 w mieście i 14 029 na wsi[2].
- 1 stycznia 2010 roku rejon zamieszkiwało ok. 25 600 osób, w tym ok. 11 700 w mieście i ok. 13 900 na wsi[3].

## Podział administracyjny
W skład rejonu wchodzi miasto Małoryta i 8 następujących sielsowietów:
- Chocisław
- Czerniany
- Hwoźnica
- Łukowo
- Mokrany
- Ołtusz
- Orzechowo
- Wielkoryta